# シッキム会議派
シッキム会議派（しっきむ かいぎは、Sikkim Congress）は、シッキム王国の政党（1973年5月 - 1979年以前）。シッキムでは移民ながら多数派のネパール系住民を主力とする政党で、後にシッキムのインドへの編入に決定的な役割を果たした。以下、本記事では略称の「SC」をもって同党を記述する。

## 事績

### 前史
1963年に即位したシッキム国王パルデン・トンドゥプ・ナムゲルは、シッキムがインドの保護国の地位に置かれていることにかねてから不満を抱いており、父王タシ・ナムゲルの親印路線を転換、反印・シッキム独立の路線を進むことになる。しかし、1967年の第3回シッキム王国参事院（State Council、立法府に相当）選挙（選挙議席18）では、移住民ながら多数派のネパール系主体で親印・反国王派のシッキム国民会議派（SNC）が8議席を獲得して第1党となった。パルデン・トンドゥプはSNCに対して弾圧を行い、あるいは政治工作を仕掛けて党内分裂を起こさせている。
1970年の第4回参事院（選挙議席18）では、親国王派のシッキム国民党（SNP）、シッキム国家会議派（SSC）の両党が11議席を獲得、混乱していたSNCは5議席にとどまった。まもなくSNC総裁のカジ・レンドゥプ・ドルジが国王批判による扇動罪を問われて亡命を余儀なくされている。これにより国王とSNPの権力、ひいては原住民・支配階層ながら少数派であるブティア・レプチャ系住民の力を強化することになった。
ところが親国王派ながらネパール系主体のSSCは、ネパール系住民に対する国王らの圧力に恐怖を覚え、次第に結党当初の反国王路線へと回帰し始める。1972年8月15日、SSCは同じネパール系のSJPと合併して、シッキム人民会議派（SJC）を結成、有望な反王室政党が出現することになった。そこへSJCを牽制させようとのインドの説得に応じたパルデン・トンドゥプがカジ・レンドゥプ・ドルジの帰国を赦し、SNCも体勢を立て直すことになった。
その状況下で実施された1973年の第5回参事院選挙（選挙議席18）は、親国王派SNPが11議席を獲る圧勝となった。ネパール系政党は相討ちが生じる形で、SNCは5議席にとどまり、SJCも2議席しか獲得できなかった。もっともこの結果はコミュナル選挙制度のおかげであり、同年3月よりSNC・SJCは「不正選挙」を主張して選挙のやり直しを求めるデモを首都ガントクで開催し、さらに両党による共同行動会議（Joint Action Council）を結成した。パルデン・トンドゥプはこれを無視、3月27日にはSJC総裁クリシュナ・チャンドラ・プラダン（Krishna Chandra Pradhan 通称「K. C. プラダン」）を逮捕した。更に4月に首都ガントクのデモを武力鎮圧したところ、カジ・レンドゥプ・ドルジらSNC・SJC最高指導者はデモ参加者を見捨ててインディア・ハウス（インド駐在行政官の公邸）に逃げ込んだ。
ところがSNCやSJCの若手指導者たちは屈さずに地方で武装蜂起し、次々と人民政府を樹立していく。ついにパルデン・トンドゥプは事態を収拾しきれなくなり、インドに介入を依頼、最終的に5月8日にインド、パルデン・トンドゥプ、SNCなど政党の三者による新しいインド・シッキム協定が結ばれた。これによりシッキムはますます属国化することになる。協定締結直後にSNCとSJCは、参事院に代わり新たに創設されるシッキム立法議会（選挙議席30）の選挙に向けて合併し、新たにSCを結成した。総裁にはカジ・レンドゥプ・ドルジが就任している。

### シッキムのインドへの編入
1974年の立法議会選挙（選挙議席30）はSCとSNPの対決となったが、実は投票前からすでに決着が付いていた。この選挙ではコミュナル選挙制度が廃止、インド型の単純小選挙区制が新たに採用されており、SNPはこの新たな制度に対応できず6人しか候補者を立てることができなかったが、SCは全選挙区に満遍なく候補者を立てることができていたのである。外交面ではSCはインドとの関係緊密化を唱え、SNCはインド・シッキム条約の改正、シッキム独立を訴えた。しかし有権者の関心は国内問題に移っており、この問題は大きな争点とならなかった。SCは民主主義制度の導入、経済的不平等の除去、土地改革の推進など様々な内政改革を綱領でうたったが、SNPは旧支配層の利益を代表していたためにSCのような主張を唱えようがなかった。選挙結果は、SCが30議席中29議席を獲得する圧勝で、SNPは僅か1議席にとどまったのである。これによりSC総裁のカジ・レンドゥプ・ドルジが首相に就任した。
SC政権はこれ以降、インドの示唆を受ける形で王制廃止とシッキムのインドへの編入を目指して動き始める。パルデン・トンドゥプはそれでもシッキムの独立を維持しようとインドへの抵抗や交渉を続けたが、効果はなかった。1975年4月10日、シッキム国会において王制廃止とインドへの編入が決議され、インドでも4月26日にシッキムをインドに州として組み込む憲法改正を両院が成立させた。5月15日、インド大統領の憲法改正法案への認証によりシッキムはインドに編入され、シッキム王国は完全に滅亡した。立法議会は州議会に移行し、カジ・レンドゥプ・ドルジがそのまま州首相に留任、1979年まで務めた。
しかし1979年州議会選挙までにSCは内部分裂により崩壊してしまう。1979年州議会選挙には本流としてのSCは参戦しておらず、そのまま姿を消した。州首相でSC総裁だったカジ・レンドゥプ・ドルジは移籍先のジャナタ党から出馬したものの、シッキム人民会議の候補に次点で敗退した。分派であるシッキム会議派 (革命)（SCR）はこの選挙で32議席中11議席を獲得し第2党となったが、これも1985年州議会選挙前に分裂して崩壊、所属議員の一部はインド国民会議派へ、残る一部はシッキム闘争会議へそれぞれ合流した。

## 注
1. ↑  落合（1986）、232-235頁、248-253頁。
2. ↑  落合（1986）、248-265頁。
3. ↑  落合（1986）、265-269頁。
4. ↑   シッキム立法府たる参事院の選挙議席につき、「ブティア・レプチャ系」と「ネパール系」の2つのコミュニティにそれぞれ平等な数の議席を割り当てる制度である。これは少数派のブティア・レプチャ系を有利にするものであった。1953年の参事院創設から制度は何回か改正されたが、この原則自体は変動は無かった。
5. ↑  落合（1986）、269-272頁。
6. ↑  落合（1986）、272頁、287頁。
7. ↑  落合（1986）、301頁。
8. ↑  落合（1986）、301-303頁。
9. ↑  これら動向の詳細については、落合（1986）のXII、XIIIを参照。
10. ↑  ちなみにカジ・レンドゥプ・ドルジは、1985年州議会選挙ではインド国民会議派から出馬している。
11. ↑  インド選挙委員会ホームページ